# Смолино (Курган)
Смолино́ — микрорайон в Кургане. Располагается на правом берегу Тобола. Бо́льшая часть домов Смолино представляют собой одноэтажные деревянные дома частного сектора.
Расстояние до центра города — 2,5 км (выезд на ул. Бурова-Петрова).
С северной стороны ограничен Тоболом, с остальных — дачами.

## История
В конце XVII столетия Арбинский Яр, где находилась слобода Царево Городище (первоначальное название города Кургана), состоящий из песку и глины, начал обваливаться, угрожая строениям. Евгений Семенович Селетков считает, что жители покинули Арбинский Яр в 1695 году и ушли вниз по Тоболу, основав деревни Смолино, Воронова, Чаусова, Красильникова, а у Сухого озера (ныне городской рынок) поставили приказную избу и жилье.
В 1710 году в Смолино проживало 357 чел., в 1763 году — 263 чел., а в 1782 году — 254 чел.
С 1782 года Смолино стало центром Смолинской волости Курганского округа Тобольского наместничества. В 1789 году относилась к приходу Христорождественской церкви города Кургана. Население деревни составляло 270 чел.
С 06.03.1845 по 23.03.1846 в Кургане отбывает ссылку декабрист Вильгельм Карлович Кюхельбекер. Его дом находился в нынешнем Смолино, (ул. Р. Люксембург, 25). Благодаря краеведческому исследованию Бориса Николаевича Карсонова удалось с точностью доказать: Кюхельбекер жил в самом Кургане (ул. Куйбышева, 19). Хотя в письмах высоким сановникам в столицу Кюхельбекер утверждал, что живёт в Смолино.
Церковно-приходская школа Троицкого прихода в деревне Смолино, открыта в 1885 году Учились и мальчики, и девочки, общее число учеников колебалось от 35 до 40 человек. Для школы было выстроено специальное здание с квартирой для учителя. Заведовал школой протоиерей Дмитрий Кузнецов, Закон Божий вел диакон Троицкой церкви Иоанн Савин. Учительницей была выпускница тобольского женского епархиального училища Антонида Андреева. После А. Андреевой учительницей к 1911 г. была Екатерина Михайловна Сорокина, ранее работавшая в медвежьевской ЦПШ. Школа продолжала существовать в советское время как школа I ступени, а с 1944 года как начальная школа N 16.
К концу XIX века Смолинская волость была переименована в Мало-Чаусовскую, а в начале XX века центр волости был перенесен в д. Мало-Чаусову.
В 1912 году в д. Смолино Мало-Чаусовской волости Курганского уезда Тобольской губернии проживало 672 чел.
После революции Смолино вошло в состав Глинского сельсовета Мало-Чаусовской волости Курганского уезда. Постановлениями ВЦИК от 3 и 12 ноября 1923 года в составе Курганского округа Уральской области РСФСР образован Чаусовский район с центром в городе Кургане, в состав которого вошёл Глинский сельсовет. Постановлением Президиума Уралоблисполкома от 15 сентября 1926 года Чаусовский район переименован в Курганский район. Постановлением ВЦИК Курганский район утверждён в составе Курганского округа Уральской области РСФСР.
По данным переписи 1926 года в д. Смолина (Смолино, Смолинское) Глинского сельсовета Курганского района Курганского округа Уральской области проживало 630 чел.
12 февраля 1944 года Смолино включено в черту города Кургана.
15 июня 1944 года п. Смолино вошёл в состав Малочаусовского сельсовета города Кургана. 25 сентября 1958 года сельсовет упразднён.
С 26 июня 1962 года по 1 декабря 1991 года посёлок Смолино входил в Октябрьский район г. Кургана.
Большая часть микрорайона сгорела в ходе пожаров 7 мая 2023 года, уцелело 7 домов и церковь.

## Церковь

### Прокопиевская церковь
Время постройки первого храма в Смолино неизвестно, но в 1720 году часовня во имя Святого Прокопия Праведного, Устюжского Чудотворца уже существовала. В 1854 году деревянная часовня была в очередной раз отремонтирована, но к 1887 году снова пришла в ветхость.
В 1890 году выстроена небольшая деревянная церковь-школа. До 1895 года это здание использовалось как часовня, богослужения в которой совершались причтом Троицкого собора 7 и 8 июля, а также в дни Великого поста.
5 октября 1895 года церковь-школа была освящена во имя Святого Прокопия Устюжского. Приписана к Троицкому собору. К нему же была приписана, пока не получила собственного причта, и Церковь Сошествия Святого Духа на апостолов, построенная в 1901 году в Рябково.
27 апреля 1936 года собрание граждан во главе с председателем колхоза постановило церковь закрыть и переоборудовать под школу. Курганский райисполком 28 апреля это решение поддержал и ходатайствовал о его утверждении перед Челябинским облисполкомом. Президиум Челябинского облисполкома 2 октября 1936 года постановил церковь закрыть и использовать помещение под школу. По окончании ремонта 8 октября 1936 года храм был закрыт. В последний раз здание Прокопиевской церкви в поселке Смолино упоминается в 1945 году как переоборудованное под школу. По некоторым сведениям в дальнейшем оно сгорело.

### Церковь Сошествия Святого Духа

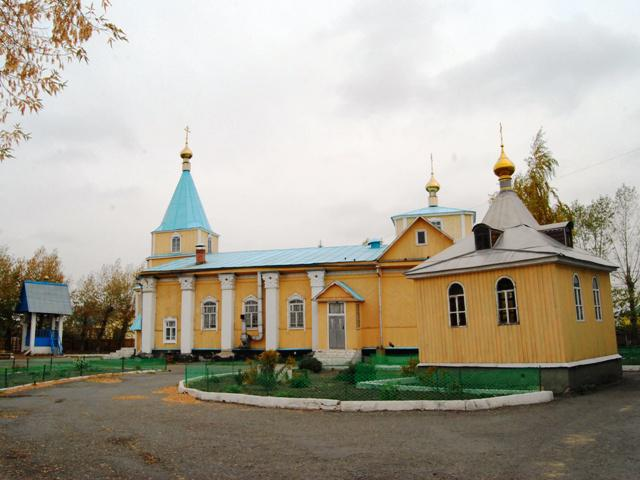
Церковь Сошествия Святого Духа

24 января 1963 года было принято решение Курганского облисполкома: «Снести здание церкви в посёлке Рябково в связи с планом реконструкции г. Кургана». Разрешили только перевезти в Смолино, на место давно сгоревшей церкви во имя Св. Прокопия Устюжского, крестильный дом площадью 68 м² и к нему сделать пристрой алтарной части. Так в Смолино появилась Свято-Духовская церковь. 25 апреля 1963 года власти официально зарегистрировали религиозное общество православных верующих молитвенного дома в поселке Смолино города Кургана. По данным официальных государственных органов, молитвенный дом в поселке Смолино в обычные дни посещали 35—50 человек, а в большие религиозные праздники 150—250 человек. Решением Курганского горисполкома от 15 июля 1974 года общине было разрешено возведение кирпичного пристроя с южной стороны молитвенного дома размерами 4 на 4 метра, в котором разместился второй престол. Небольшой одноглавый четверик позже обстроен обширными приделами и трапезной. С запада примыкает трёхъярусная колокольня с шатровым завершением. Храм расположен по адресу: пер. Малый, 12.
При Церкви Сошествия Святого Духа действует часовня Георгия Победоносца и часовня Александра Невского.

## Экономика и инфраструктура
На территории микрорайона находится магазин.
В микрорайоне есть две автобусные остановки, через которые связь с центром города осуществляют маршруты № 15, № 309 и № 339.

## Улицы и переулки
- ул. Розы Люксембург — основная транспортная артерия.
- ул. Кюхельбекера
- ул. Серафимовича
- ул. Братьев Саловых
- ул. Льва Толстого
- Малый пер.
- Широкий пер.